# Dihydroxyacétone phosphate
La dihydroxyacétone phosphate (ou phosphodihydroxyacétone, PDHA), couramment abrégé en DHAP (et jadis appelée glycérone phosphate), est un composé organique impliqué dans plusieurs voies métaboliques de la plupart des êtres vivants. C'est avant tout un métabolite de la glycolyse, mais il joue également un rôle dans le cycle de Calvin et dans la biosynthèse de certains lipides de Leishmania mexicana[réf. nécessaire].

## Rôle dans la glycolyse

### Biosynthèse
|                                             | {\displaystyle \rightleftharpoons } |     | + |      |
| Fru-1,6-BP                                  |                                     | G3P |   | DHAP |
| Fructose-diphosphate aldolase – EC 4.1.2.13 |                                     |     |   |      |
Le β-D-fructose-1,6-bisphosphate (Fru-1,6-BP) produit au cours de la glycolyse est clivé par une lyase, la fructose-diphosphate aldolase, en D-glycéraldéhyde-3-phosphate (G3P) et dihydroxyacétone phosphate (DHAP).
Il existe deux classes d'aldolases susceptibles de cliver le β-D-fructose-1,6-bisphosphate : la classe I chez les animaux et les plantes, et la classe II chez les mycètes et les bactéries ; ces deux classes d'enzymes utilisent des mécanismes différents pour cliver ce cétose.

### Dégradation
|                                         | {\displaystyle \rightleftharpoons } |     |
| DHAP                                    |                                     | G3P |
| Triose-phosphate isomérase – EC 5.3.1.1 |                                     |     |
La DHAP est isomérisée en G3P par la triose-phosphate isomérase. Ainsi, chaque molécule de β-D-fructose-1,6-bisphosphate donne en fin de compte deux molécules de G3P.